# Commaladera insignicornis
Commaladera insignicornis är en skalbaggsart som beskrevs av Leon Fairmaire 1899. Commaladera insignicornis ingår i släktet Commaladera och familjen Melolonthidae. Inga underarter finns listade i Catalogue of Life.